# Mongomo
Mongomo  este un oraș  în  partea continentală a statului Guineea Ecuatorială. Este reședința provinciei Wele-Nzas.